# Cantarellen 2
Cantarellen 2 är en psalmbok för alla, men främst "avsedd för ungdom och tonåringar". Boken gavs ut på Verbum Förlag 1997, som uppföljare på Cantarellen från 1984., med enkla ackordanalyser till samtliga allsånger. Den övervägande delen är utpräglade lovsånger och -psalmer, men där finns även ett antal sånger med annat tema som inte nödvändigtvis begränsar sig till en kristen krets. Arbetsgruppen bakom psalmboken hade representanter från olika samfund och organisationer. 
1. Alla saliga
2. Anthem
3. Av evighet är du barn
4. Balladen om herr Fredrik Åkare
5. Bara i Dig
6. Barfotavisan
7. Barn och stjärnor
8. Be not afraid
9. Blackbird
10. Bär ditt kors
11. De omöjliga
12. Den ensammaste platsen
13. Din trofasta kärlek
14. Du kanske finns
15. Du vänder ditt ansikte till mig
16. Du är en bön
17. Där du går
18. Där Du är
19. En glad calypso om kriget
20. Even the stones will cry
21. Fattig bonddräng
22. Finnas till
23. Frida i vårstädningen
24. Fyrtio dagar
25. Fångad av en stormvind
26. Give it to me
27. Gräv där du står
28. Gud, finns du där?
29. Gud vet
30. Gå i frid
31. Halleluja, vår Fader
32. Hamba nathi
33. Helig
34. Here I am
35. Herren, Herren är Gud
36. Här kommer jag
37. I Dig
38. Imagine
39. Jag flydde från mitt hemland
40. Jag lever i din kärlek, skriven av Tomas Boström
41. Jag tror på en Gud, en enda
42. Jag vill evigt lova Herren
43. Jag vill nå dej
44. Jag är med er
45. Joo-rå'
46. Julens tecken
47. Kom, lova vår Gud
48. Kärleksvals
49. Maria, Maria
50. Milkshake blues
51. Mina händer
52. Mitt i allt
53. Mysterium
54. Må vägen komma dej till mötes
55. No man is an island
56. Nocturne
57. Nu går sista visan
58. Nu går vi till bordet
59. Nu har jag fått den jag vill ha
60. Nu sjunger universum
61. Nu är de' härligt att leva
62. Något hände i mitt kök (Sommaren och jag)
63. Nära marken
64. Om sommaren sköna
65. Plocka ner ett stjärnfall
66. Ren som ljuset
67. Sanctus
68. Se, nu stiger solen
69. Sjung, sjung!
70. Skapad till glädje
71. Sol, vind och vatten
72. Solen glimmar
73. Så länge skutan kan gå
74. Så stilla så långsamt
75. Så välj då livet
76. Tears in heaven
77. Telegram för en bombad by
78. Till din blomstrande äng
79. Till Jerusalem
80. Tillägnan
81. Together!
82. Tror du gatorna gråter (Små människor)
83. Vakna min vän
84. Vakna varsamt
85. Var är den vän
86. Vart steg som jag går
87. Vem tänder stjärnorna
88. Vi har funnit
89. Vi vill ge Dig ära
90. Yesterday
91. You've got a friend
92. Älska mej
93. Öppna våra ögon

### Fotnoter
1. ↑  ”Cantarellen 2”. Verbums förlag. 20 mars 1997. Arkiverad från originalet den 6 oktober 2017. https://web.archive.org/web/20171006212057/https://www.verbum.se/52622261-product. Läst 6 oktober 2017.